# Acero di monte di Cutigliano
L'acero di monte di Cutigliano è un albero monumentale situato presso la chiesa di San Bartolomeo a Cutigliano, frazione di Abetone Cutigliano.

Si tratta di un esemplare di acero di monte (Acer pseudoplatanus). Ha una circonferenza del tronco di 5,27 m, è alto 25 m e ha quasi 200 anni.
Purtroppo ad oggi non più visibile l’albero intero, ma solo la sua base dato che per motivi di sicurezza è stato abbattuto. Tuttavia sul lato della chiesa una breve mostra fotografica ne racconta la storia.

## Storia
È iscritto nella lista degli alberi monumentali della Toscana e nel 2007 ha ricevuto il Premio Touring Club, riconoscimento indetto dai consoli TCI della Toscana per gli alberi monumentali.